# ۱۱۶۲ (قمری)
۱۱۶۲ (قمری)، هزار و صد و شصت و دومین سال در گاهشماری هجری قمری است. اول محرم این سال برابر با بیست و دوم دسامبر سال ۱۷۴۸ میلادی است.